# Colibri (Charleroi)
Colibri is een Belgisch historisch merk van motorfietsen.
Ze werden geproduceerd door Huis Valère Ransy in Charleroi.
Ransy produceerde van 1951 tot 1952 onder deze merknaam bromfietsen en gemotoriseerde tandems, maar ook bromfietsen, 98cc- en 150cc-motorfietsen en fietsen onder de merknamen "La Belgique" en "Francia".
Er bestonden nog meer merken met deze naam: zie Colibri (Liljeholmen) en Colibri (Wenen).